# Perkunas Virgae
Perkunas Virgae est un ensemble de stries sur Titan, satellite naturel de Saturne.

## Caractéristiques
Perkunas Virgae est centré sur 27° de latitude sud et 162 de longitude ouest, et mesure 980 km dans sa plus grande dimension.

## Observation
Perkunas Virgae a été découvert par les images transmises par la sonde Cassini.
Il a reçu le nom de Perkūnas, dieu suprême de la pluie dans la mythologie lituanienne.